# Torneo de Gijón
El Torneo de Gijón, oficialmente Watergen Gijón Open, es un torneo oficial de tenis del ATP Tour 250 que se juega sobre canchas duras cubiertas.
Se incluyó en el calendario de los torneos ATP de 2022, en sustitución del Torneo de Moscú, eliminado del calendario como sanción a Rusia por la invasión rusa de Ucrania. Originalmente, se iba a disputar en noviembre de 2024,pero la ATP anunció que la competencia se celebraría en Belgrado.

## Antecedentes
El 1 de marzo de 2022, la Federación Internacional de Tenis anunció la suspensión de todos los torneos celebrados en Rusia y Bielorrusia como parte de las sanciones internacionales por la invasión de Ucrania. Esta suspensión incluía al Torneo de Moscú; con lo que se liberaba un hueco en el calendario oficial de torneos ATP.
Aunque se presentaron otras candidaturas, como la de Grecia avalada por Stéfanos Tsitsipás, el 21 de julio, se confirmó que la sede sería la ciudad española de Gijón.

## Posibilidad de próximas ediciones
Pese a que el torneo de Gijón se organizó en 2022 como un torneo de un solo año, debido a la suspensión de los torneos celebrados en Rusia, la intención de la Real Federación Española de Tenis era la de lograr la continuidad de un evento ATP 250 en propiedad organizado en España, y tanto antes como después del torneo, la RFET indicó su intención de repetir sede en Gijón en caso de que la situación internacional hubiera obligado a la inclusión de torneos con licencia anual o en caso de que la federación española obtuviera una licencia en propiedad. Sin embargo, no se consiguió la propiedad del evento y se intentó renovar la cesión del Torneo de Moscú, pero éste fue cedido a Israel para organizar otra edición del Torneo de Tel Aviv, aunque finalmente se disputó como Torneo de Sofía 2023 debido a la guerra Israel-Gaza de 2023.
Ante la imposibilidad de albergar un torneo masculino, la organización propuso, en marzo de 2023, la organización de un torneo WTA 500 femenino, pero fue finalmente descartado.En diciembre de 2023 se anunció que nuevamente el Torneo de Moscú permitirá a Gijón ser la sede de este torneo ATP de categoría 250 al menos su próxima edición, la de 2024. Estará patrocinado por la empresa israelí Watergen, que patrocinó el Torneo de Tel Aviv, por lo que la denominación oficial del torneo será Watergen Gijón Open. 

## Palmarés

### Individual masculino
| Año  | Campeón       | Subcampeón      | Resultado |
| ---- | ------------- | --------------- | --------- |
| 2022 | Andrey Rublev | Sebastian Korda | 6-2, 6-3  |

### Dobles masculino
| Año  | Campeones                      | Subcampeones                      | Resultado              |
| ---- | ------------------------------ | --------------------------------- | ---------------------- |
| 2022 | Máximo González Andrés Molteni | Nathaniel Lammons Jackson Withrow | 6-7(6), 7-6(4), [10-5] |